# 母猪河
母猪河又称老母猪河，是中国胶东半岛东部最大河流，因支流众多而得名。

## 概况
其主流为西母猪河，发源于文登、威海交界处的大田山东麓牙夼，西北流，绕过大田山，在文登韩家村转向西南。曲折西南流，至文登丁家洼，泊子河西北来注入。泊子河发源于文登西北道西山，东南流，由右岸注入母猪河，河长18公里，流域面积176.7平方公里，河道平均比降为1.42/1000。母猪河又西南流，在文登于家洼转向南流，经过米山水库，又南流至文登周格庄西，东母猪河东来注入。东母猪河是母猪河最大支流，它发源于威海市草庙正旗山，西南流由左岸注入母猪河，河长45.7公里，流域面积为362.2平方公里，河道平均比降1.56/1000。母猪河又南流，在高岛南入南黄海。母猪河河长58公里，流域面积1260.4平方公里，河道平均比降2.08/1000，流域河网密度0.25公里/平方公里。

## 水文
母猪河流域位于昆嵛山东南，降水较为丰沛，据1956～1979年同步观测资料统计，流域多年平均年降水量为885.5毫米。流域多年平均年径流深为354.6毫米，折合年径流量为4.47亿立方米，为山东省径流深高值区之一。母猪河洪水，建国以后以1965年为最大，据东道口水文站(控制流域面积1042平方公里)实测，洪峰流量为2600立方米/秒。此次洪水由于上游水库拦蓄，洪峰流量削减较大，如无水库拦蓄，洪峰流量可达4400立方米/秒。